# Miguel de Fuenllana
Miguel de Fuenllana (Navalcarnero, Madrid, vers el 1500 - Valladolid, 1579) fou un violista i compositor espanyol del Renaixement.
Era cec de naixement i fou músic de cambra de la duquessa de Tarifa. És conegut principalment per la seva col·lecció de música de viola de mà titulada Orphenica lyra (Madrid, 1564), que dedicà a Felip II.

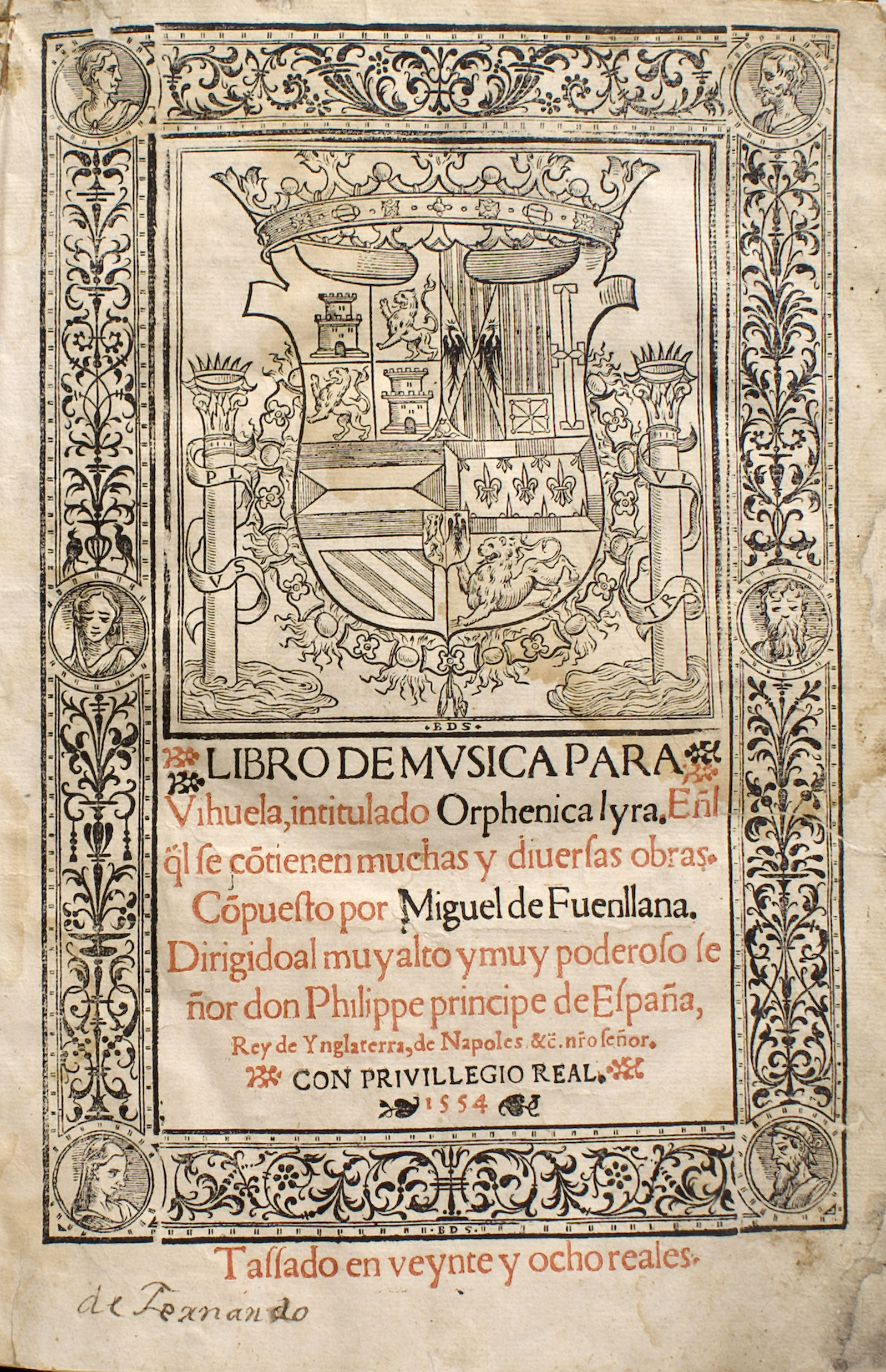
Miguel de Fuenllana. Orphenica lyra (Seville, 1554) (Barcelona, Biblioteca de Catalunya, M 411)

L'escriptura, molt notable, d'aquesta obra, és la millor prova del grau de cultura musical que havia assolit Espanya en aquella època. L’Orphenica lyra conté transcripcions per a viola de composicions de Juan Vàzquez, Francisco i Pedro Guerrero, Jean l'Héritier, Cristóbal de Morales, els Mateu Fletxa, Ravaneda, Bernal, així com de músics belgues i una sèrie de fantasies del mateix Fuenllana, que són del més alt interès.